# 千住介護福祉専門学校
千住介護福祉専門学校（せんじゅかいごふくしせんもんがっこう）は、学校法人東都医療福祉学院が東京都足立区千住仲町に設置する専修学校。介護福祉士養成施設であり、全日本民主医療機関連合会（民医連）に加盟している。

## 学科
- 介護福祉士学科（修業年限2年,定員40名,男女共学）

その他課程
- 介護福祉士実務者研修（通信課程）を設けている[2]

## 卒業後の資格
- 介護福祉士国家試験受験資格
- 専門士（社会福祉専門課程）[3]

## 交通アクセス
- 京成本線「千住大橋駅」より徒歩6分[4]
- 常磐線・東京メトロ千代田線・東武伊勢崎線（東武スカイツリーライン）・東京メトロ日比谷線・首都圏新都市鉄道つくばエクスプレス「北千住駅」より徒歩10分[4]